# دونوری
دونوری (به ایتالیایی: Donori) یک کومونه در ایتالیا است که در استان کالیاری واقع شده‌است.

## خصوصیات
دونوری ۳۵٫۲ کیلومترمربع مساحت و ۲٬۱۰۴ نفر جمعیت دارد و ۱۴۱ متر بالاتر از سطح دریا واقع شده‌است.